# Harbeck-Fruitdale
Harbeck-Fruitdale is een plaats (census-designated place) in de Amerikaanse staat Oregon, en valt bestuurlijk gezien onder Josephine County.

## Demografie
Bij de volkstelling in 2000 werd het aantal inwoners vastgesteld op 3780.

## Geografie
Volgens het United States Census Bureau beslaat de plaats een oppervlakte van 4,2 km², waarvan 4,1 km² land en 0,1 km² water.

## Plaatsen in de nabije omgeving
De onderstaande figuur toont nabijgelegen plaatsen in een straal van 32 km rond Harbeck-Fruitdale.